# Nereid (Bax)
Nereid (naar de mythische Nereïden) is een compositie van Arnold Bax. Hij voltooide het op 24 maart 1916.
Bax schreef dit impressionatisch werkje onder de werktitel Ideala. Hij droeg het op aan Harriet Cohen, zijn toenmalige liefde. Zij zou het in 1920 tijdens een concert in Wigmore Hall hebben gespeeld. Om het idyllische te benadrukken gaf hij aanwijzingen hoe te spelen: "delicate and floating, easy tempo". De maatsoort is twaalfachtste, de toonsoort B majeur. In de linkerhand zijn kwartolen te vinden (4 noten verspreid over 3 tellen), in de rechterhand een septolen en in de slotmaat een dubbelkruis-voorslag (cisis naar dis).
In 2017 zijn er drie opnamen van dit werk verkrijgbaar:
- historische opname door Iris Loveridge, uitgebracht door Lyrita
- Eric Parkin, een opname uit 1988, uitgebracht door Chandos
- platenlabel Naxos: Ashley Wass (opname 2003)